# سام وودز
سام وودز (بالإنجليزية: Sam Woods)‏ هو لاعب كرة قدم بريطاني في مركز الدفاع، ولد في 11 سبتمبر 1998 في إنجلترا في المملكة المتحدة. لعب مع كريستال بالاس.

## وصلات خارجية
- سام وودز على موقع قاعدة بيانات كرة القدم.إي يو (الإنجليزية)
- سام وودز على موقع Soccerway.com (الإنجليزية)